# Laguiole (tổng)
Tổng Laguiole là một tổng thuộc tỉnh Aveyron trong vùng Occitanie.
Tổng này được tổ chức xung quanh Laguiole ở quận Rodez. Độ cao khu vực này dao động từ 510 m (Montpeyroux) đến 1 404 m (Curières) với độ cao trung bình 965 m.

## Các đơn vị trực thuộc
Tổng Laguiole gồm 5 xã với dân số 2 450 người (điều tra năm 1999, dân số không tính trùng).
| Xã                | Dân số | Mã bưu chính | Mã insee |
| ----------------- | ------ | ------------ | -------- |
| Cassuéjouls       | 153    | 12210        | 12058    |
| Curières          | 264    | 12210        | 12088    |
| Laguiole          | 1 248  | 12210        | 12119    |
| Montpeyroux       | 550    | 12210        | 12156    |
| Soulages-Bonneval | 235    | 12210        | 12273    |

## Biến động dân số
| 1962                                                     | 1968  | 1975  | 1982  | 1990  | 1999  |
| -------------------------------------------------------- | ----- | ----- | ----- | ----- | ----- |
| 2 761                                                    | 2 884 | 2 730 | 2 536 | 2 538 | 2 450 |
| Nombre retenu à partir de 1962 : dân số không tính trùng |       |       |       |       |       |